# Victoria Chaplin
Victoria Chaplin (Santa Monica, 19 maggio 1951) è un'attrice statunitense.

## Biografia
Victoria Chaplin è la settima figlia di Charlie Chaplin e quarta di Oona O'Neill. Ha sette fratelli: Geraldine, Michael, Josephine, Eugene, Jane, Annette e Christopher.
Con il marito, l'attore e scrittore francese Jean-Baptiste Thiérrée, ha creato Le cirque bonjour, quindi Le cirque imaginaire, più tardi Le cirque invisibile, un circo moderno che alcuni ritengono fonte di ispirazione per il Cirque du Soleil. Hanno due figli: Aurelia, nata il 24 settembre 1971, attrice teatrale e James, nato il 2 maggio 1974, anch'egli attore.

## Filmografia
- La contessa di Hong Kong (1967) - ragazza
- I clowns di Federico Fellini (1971) - se stessa
- Le Cirque imaginaire (1989) serie TV

## Premi
- 2006 - Molière, per i costumi dello spettacolo La Symphonie du hanneton
- 2002 - Premio SACD